# Ханс-Йоахим Реске
Ханс-Йоахим Реске е немски литератор и лекоатлет, олимпийски шампион за Германия. В началото на 60-те е един от най-добрите на 400-метра бягане. Най-големият му успех е на олимпийските игри 1960 в Рим с щафета на Германия 4 x 400 м. (3:02,7 мин., европейски рекорд). В щафетата участват още Манфред Кингер, Йоханес Кайзер и Карл Кауфман. В тази олимпиада Реске участва и в единично бягане на 400 метра, но отпада.